# Баотоу
Баотоу (包头) град је Кини у аутономној покрајини Унутрашња Монголија. Према процени из 2009. у граду је живело 1.343.384 становника.

## Становништво
Према процени, у граду је 2009. живело 1.343.384 становника.
| 1990.   | 2000.     | 2009.     |
| ------- | --------- | --------- |
| 950.710 | 1.172.500 | 1.343.384 |